# Zlo stoletja: O komunizmu, nacizmu in edinstvenosti judovskega holokavsta
Zlo stoletja: O komunizmu, nacizmu in edinstvenosti judovskega holokavsta je zgodovinska knjiga iz leta 1997, ki jo je napisal francoski zgodovinar Alain Besançon. V knjigi avtor obravnava zločine komunizma in nacizma, primerja njune metode uničevanja nezaželene populacije ter izpostavi razlike v delovanju obeh režimov. Spregovori tudi o fenomenu judovskega holokavsta in o teoloških stališčih.
V knjigi se avtor posveti primerjavi obeh totalitarnih režimov. Začne s fizičnim uničevanjem ljudi, nadaljuje z uničevanjem njihovega uma, moralnosti in družbenega življenja, sklene pa s teološkimi vprašanji in spominom ter ob primerjavah obeh režimov vztraja na preprostem in poštenem načelu: uporabiti ista merila.
Knjiga je bila izdana na podlagi predavanja, ki ga je avtor imel leta 1997, sestavljena je iz petih poglavij, v kateri avtor primerja totalitarizme z vidika moralnega uničevanja in spomina. Slovenski prevod je izšel leta 2005, knjigo pa je prevedla Jasmina Rihar.